# Президентские выборы в Словении (2017)
Президентские выборы в Словении прошли 22 октября 2017 года. В выборах участвовали 9 кандидатов, включая президента Борута Пахора. Во 2-й тур вышли Борут Пахор и Марьян Шарец, набравшие 47 и 25 % голосов, соответственно. Второй тур прошёл 12 ноября 2017 года.
Во 2-м туре Пахор набрал около 53 % и сохранил пост президента.

## Избирательная система
Президент Словении избирается на 5 лет всеобщим тайным голосованием по системе абсолютного большинства. Если в первом туре ни один из кандидатов не получает большинства голосов, то проводится второй тур между двумя кандидатами, получившими наибольшее число голосов.
Согласно избирательному закону кандидат в президенты должен получить поддержку:
- 10 членов Национальной ассамблеи, либо
- по крайней мере одной политической партии и либо 3 членов парламента или 3 тыс. избирателей, либо
- 5 тыс. избирателей.

Политическая партия имеет право поддержать выдвижение только одного кандидата.

## Кандидаты
- Борут Пахор, президент, член партии Социал-демократы. Заявил, что будет баллотироваться как независимый кандидат.[5] Считается фаворитом выборов.[6]
- Марьян Шарец, мэр небольшого города Камник, бывший комедийный актёр. Кандидат от партии «Список Марьяна Шарца».
- Людмила Новак, лидер консервативной партии Новая Словения.
- Майя Маковец Бренчич, министр образования, культуры и спорта, кандидат от Современной центристской партии.
- Романа Томц, депутат Европейского парламента, член Словенской демократической партии.
- Борис Попович, мэр города Копер, кандидат от региональной партии «Словения навсегда».
- Ангельца Ликович
- Андрей Шишко
- Сузана Лара Краусе, поддержана Словенской народной партией.

## Результаты
| Кандидат                                                                                             | Кандидат                              | Партия                                | Партия                                | 1 тур     | 1 тур  | 2 тур     | 2 тур  |
| Кандидат                                                                                             | Кандидат                              | Партия                                | Партия                                | Голосов   | %      | Голосов   | %      |
| --- | ------------------------------------- | ------------------------------------- | ------------------------------------- | --------- | ------ | --------- | ------ |
| | Борут Пахор                           | независимый                           | независимый                           | 355 117   | 47,21  | 373 877   | 52,94  |
| | Марьян Шарец                          | «Список Марьяна Шарца»                | LMŠ                                   | 186 235   | 24,76  | 332 366   | 47,06  |
| | Романа Томц                           | Словенская демократическая партия     | SDS                                   | 102 925   | 13,68  |           |        |
| | Людмила Новак                         | Новая Словения                        | NSi                                   | 54 437    | 7,24   |           |        |
| | Андрей Шишко                          | Движение Объединённая Словения        | ZSi                                   | 16 636    | 2,21   |           |        |
| | Борис Попович                         | «Словения навсегда»                   | SZV                                   | 13 559    | 1,80   |           |        |
| | Майя Маковец Бренчич                  | Современная центристская партия       | SMC                                   | 13 052    | 1,74   |           |        |
| | Сузана Лара Краусе                    | Словенская народная партия            | SLS                                   | 5885      | 0,78   |           |        |
| | Ангельца Ликович                      | «Голос за детей и семью»              | GOD                                   | 4418      | 0,59   |           |        |
| |                                       |                                       |                                       |           |        |           |        |
| Всего голосов                                                                                        | Всего голосов                         | Всего голосов                         | Всего голосов                         | 745 835   | 100,00 | 715 096   | 100,00 |
| |                                       |                                       |                                       |           |        |           |        |
| Действ. бюлл.                                                                                        | Действ. бюлл.                         | Действ. бюлл.                         | Действ. бюлл.                         | 752 264   | 99,26  |           |        |
| Недейств. бюлл.                                                                                      | Недейств. бюлл.                       | Недейств. бюлл.                       | Недейств. бюлл.                       | 5634      | 0,74   | 8 853     |        |
| |                                       |                                       |                                       |           |        |           |        |
| Зарегистрированных избирателей / Явка                                                                | Зарегистрированных избирателей / Явка | Зарегистрированных избирателей / Явка | Зарегистрированных избирателей / Явка | 1 713 744 | 41,07  | 1 713 473 | 41,74  |
| |                                       |                                       |                                       |           |        |           |        |
| Источник: Государственная избирательная комиссия Архивная копия от 16 января 2018 на Wayback Machine |                                       |                                       |                                       |           |        |           |        |